# Dienieżka

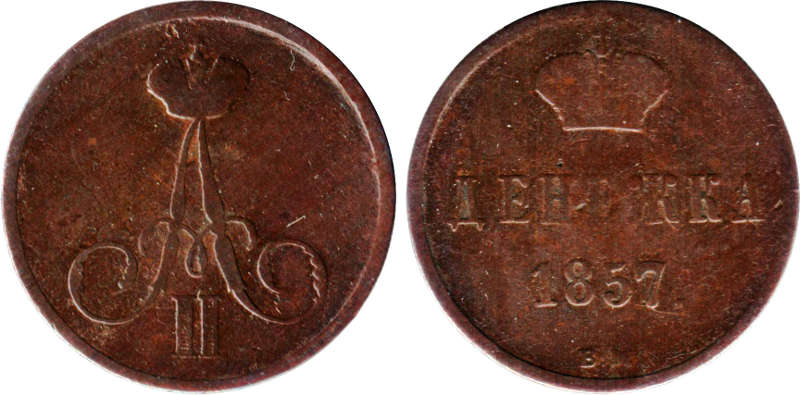
Dienieżka z 1857 r.

Dienieżka – miedziana moneta rosyjska równa ½ kopiejki, o masie 2,55 grama, bita w latach 1849–1867, przedstawiająca na awersie monogram carski, a na rewersie znak wartości.